# George E. Adams
George Everett  Adams (* 18. Juni 1840 in Keene, New Hampshire; † 5. Oktober 1917 in Peterborough, New Hampshire) war ein US-amerikanischer Politiker. Zwischen 1883 und 1891 vertrat er den Bundesstaat Illinois im US-Repräsentantenhaus.

## Werdegang
Im Jahr 1853 kam George Adams mit seinen Eltern nach Chicago in Illinois. Später besuchte er die Phillips Exeter Academy in New Hampshire. Daran schloss sich bis 1860 ein Studium an der Harvard University an. Während des Bürgerkrieges diente er in einer Artillerieeinheit aus Illinois, die zum Heer der Union gehörte. Nach dem Jurastudium in Harvard und seiner 1865 erfolgten Zulassung begann er in Chicago als Rechtsanwalt zu arbeiten. Gleichzeitig schlug er als Mitglied der Republikanischen Partei eine politische Laufbahn ein. Zwischen 1880 und 1883 gehörte er dem Senat von Illinois an.
Bei den Kongresswahlen des Jahres 1882 wurde Adams im vierten Wahlbezirk von Illinois in das US-Repräsentantenhaus in Washington, D.C. gewählt, wo er am 4. März 1883 die Nachfolge von John C. Sherwin antrat. Nach drei Wiederwahlen konnte er bis zum 3. März 1891 vier Legislaturperioden im Kongress absolvieren. Im Jahr 1890 wurde er nicht wiedergewählt. Nach dem Ende seiner Zeit im US-Repräsentantenhaus praktizierte George Adams wieder als Anwalt in Chicago. Er starb am 5. Oktober 1917 in Peterborough.